# John Herdman
Pour les articles homonymes, voir Herdman.
John Herdman, né le 19 juillet 1975 à Consett, est un entraîneur anglais de football. 

## Biographie
John Herdman commence à jouer au football pendant son enfance en Angleterre. Il prend conscience qu'il ne pourra pas faire de carrière professionnelle comme joueur et commence à se former à la fonction d'entraîneur alors qu'il n'a que seize ans. Il est ainsi entraîneur à l'académie du Sunderland AFC pendant trois années.
En 2006, à 31 ans, Herdman est engagé par la Nouvelle-Zélande comme directeur de formation des entraîneurs. Il est aussi sélectionneur de l’équipe féminine de Nouvelle-Zélande, qu'il conduit aux Jeux olympiques en 2008 et à la Coupe du monde de 2007 et de 2011.
Herdman est nommé entraîneur-chef de l'équipe du Canada féminine en 2011, en remplacement de l'Italienne Carolina Morace, démissionnaire après une Coupe du monde complètement ratée. Il participe en tant que sélectionneur du Canada aux Jeux olympiques en 2012 et 2016, et à la Coupe du monde 2015. En 2012, les Canadiennes remportent la médaille de bronze olympique, en battant notamment l'Angleterre, pays organisateur, puis la France. C'est la première médaille olympique remportée par le Canada en sport collectif depuis 1936. Elle rééditent la performance en 2016.
Le 8 janvier 2018, Herdman accède au poste de sélectionneur de l'équipe du Canada masculine,. En 2021, la sélection, qui bénéficie notamment de l'explosion au plus haut niveau d'Alphonso Davies et Jonathan David, passe du 72e au 40e rang du classement FIFA, ce qui lui vaut la récompense de la « Progression de l'année » décernée par la FIFA. Cette progression reflète les bons résultats obtenus lors de la Gold Cup 2021 et lors du tour final des éliminatoires de la Coupe du monde 2022, dont le Canada prend la tête.
Après une Coupe du monde 2022 mitigée où l'équipe ne sort pas de la phase de groupes, des tensions au sein de la fédération émanent, notamment en raison des faibles moyens financiers mis à disposition des sélections et l'absence de matchs amicaux lors de la fenêtre internationale de septembre 2023,. Dans ce contexte, John Herdman quitte son poste de sélectionneur le 28 août 2023, est remplacé par Mauro Biello (par intérim), et est officialisé le même jour comme le prochain entraîneur du Toronto FC, en Major League Soccer, à compter du 1er octobre 2023,.